# Trowulan
Trowulan – stanowisko archeologiczne w prowincji Jawa Wschodnia w Indonezji koło Mojokerto. Stolica państwa Majapahit w latach 1293–1478. W 2009 roku ministerstwo kultury i turystyki Indonezji zgłosiło Trowulan do wpisania na listę światowego dziedzictwa UNESCO.

## Historia
Miasto zostało stolicą założonego przez Radena Wijayę imperium Majapahit. Nosiło ono wtedy nazwę Wilwatikta. Uważa się, iż osadnictwu ludzkiemu sprzyjał płaski teren wokół miasta i dostęp do wód gruntowych. Trowulan został opisany w 1365 roku przez mnicha Mpu Prapanca w Negrakartegamie jako otoczony masywnym murem z wypalonej cegły oraz posiadający wiele buddyjskich i hinduistycznych świątyń. W 1319 król Majapahit Dżajanegara utracił na krótko kontrolę nad miastem, gdy wybuchł bunt Kutiego. Miasto było rozbudowywane przez kolejnych władców Majapahitu, podobnie jak całe imperium osiągnęło szczyt swojej świetności w II połowie XIV wieku. Gdy ponad sto lat później w imperium rozpoczęły się walki wewnętrzne, Trowulan został zrównany z ziemią przez Girindrawardhanę, ostatniego znanego imiennie władcę imperium. Trowulan nie został nigdy odbudowany, pustoszejąc do czasu przybycia archeologów.

## Stanowisko archeologiczne

### Historia Odkryć
Ruiny Trowulanu zostały w XIX wieku (były porośnięte lasem teczynowym). Sir Thomas Stamford Raffle przyczynił się do rozpowszechnienia wiedzy o ruinach i to z jego inspiracji odbyły się pierwsze badania archeologiczne na tym obszarze w 1815 roku. Później wykopaliska prowadzone były jeszcze kilkanaście razy, nasilając się od ogłoszenia przez Indonezję niepodległości w 1949 roku.

### Odkrycia
Prace wykopaliskowe prowadzone w Trowulanie są głównym źródłem wiedzy na temat kultury materialnej i duchowej Majapahitu. W kompleksie odkryto wiele wyrobów ceramicznych oraz artefaktów z kamienia (przeważnie tufu lub andezyt) oraz terakoty. Geniusz architektów Trowulanu porównywany jest do geniuszu khmerskich architektów Angkor Thom i Angkor Wat. Większość odkrytych w kompleksie artefaktów znajduje się w Muzeum Trowulanu. Miasto przecina wiele symetrycznie zbudowanych kanałów (patrz: plan miasta).

#### Candi Tikus
Candi Tikus to basen do rytualnych kąpieli odkryty we wschodniej części miasta. Został on odkryty w 1914 roku, a prace wykopaliskowe w nim zakończyły się pod koniec XX wieku. Candi Tikus przetłumaczone z języka indonezyjskiego oznacza świątynię myszy/szczurów. Swoim stylem budowla miała przypominać świętą górę Meru.

#### Candi Brahu
Candi Brahu to jedyna zachowana świątynia w Trowulanie. Wykonana jest z czerwonej cegły. Prawdopodobnie w niej odbywały się kremacje pierwszych władców Majapahitu. Znajduje się w północno-zachodniej części miasta.

#### Bajang Ratu
Bajang Ratu to ceglana świątynia w Trowulanie, po której zachowała się tylko brama. Wykonana jest z czerwonej cegły. Ma wysokość 16,5 metra. Została wzniesiona prawdopodobnie koło połowy XIV wieku. Prace archeologiczne zakończyły się tu w 1991 roku. Znajduje się we wschodniej części kompleksu.

#### Wiringin Lawang
Wiringin Lawang wykonana jest z czerwonej cegły i ma wysokość 15,5 metra, w języku jawajskim oznacza bramę bananowca. Znajduje się na północy kompleksu.
Grobowiec księżniczki z Czampy
Datowany na przełom XV i XVI wieku grobowiec księżniczki z Czampy to prawdopodobnie miejsce pochówku żony ostatniego władcy Majapahitu, która prawdopodobnie nawróciła go na islam. Znajduje się w centrum kompleksu.

## Galeria

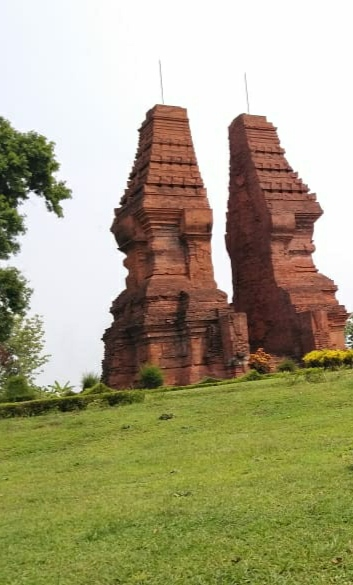
Wiringin Lawang w Trowulanie
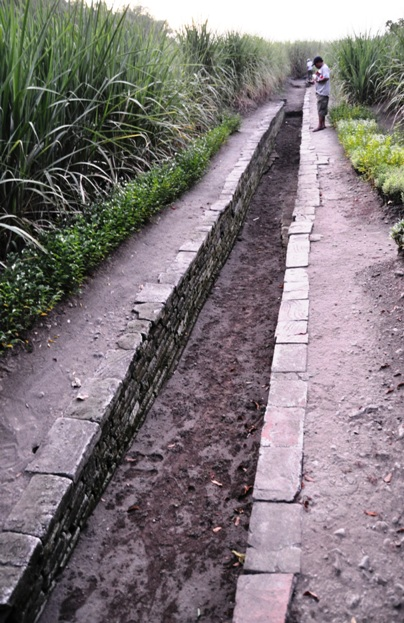
Kanał w Trowulanie
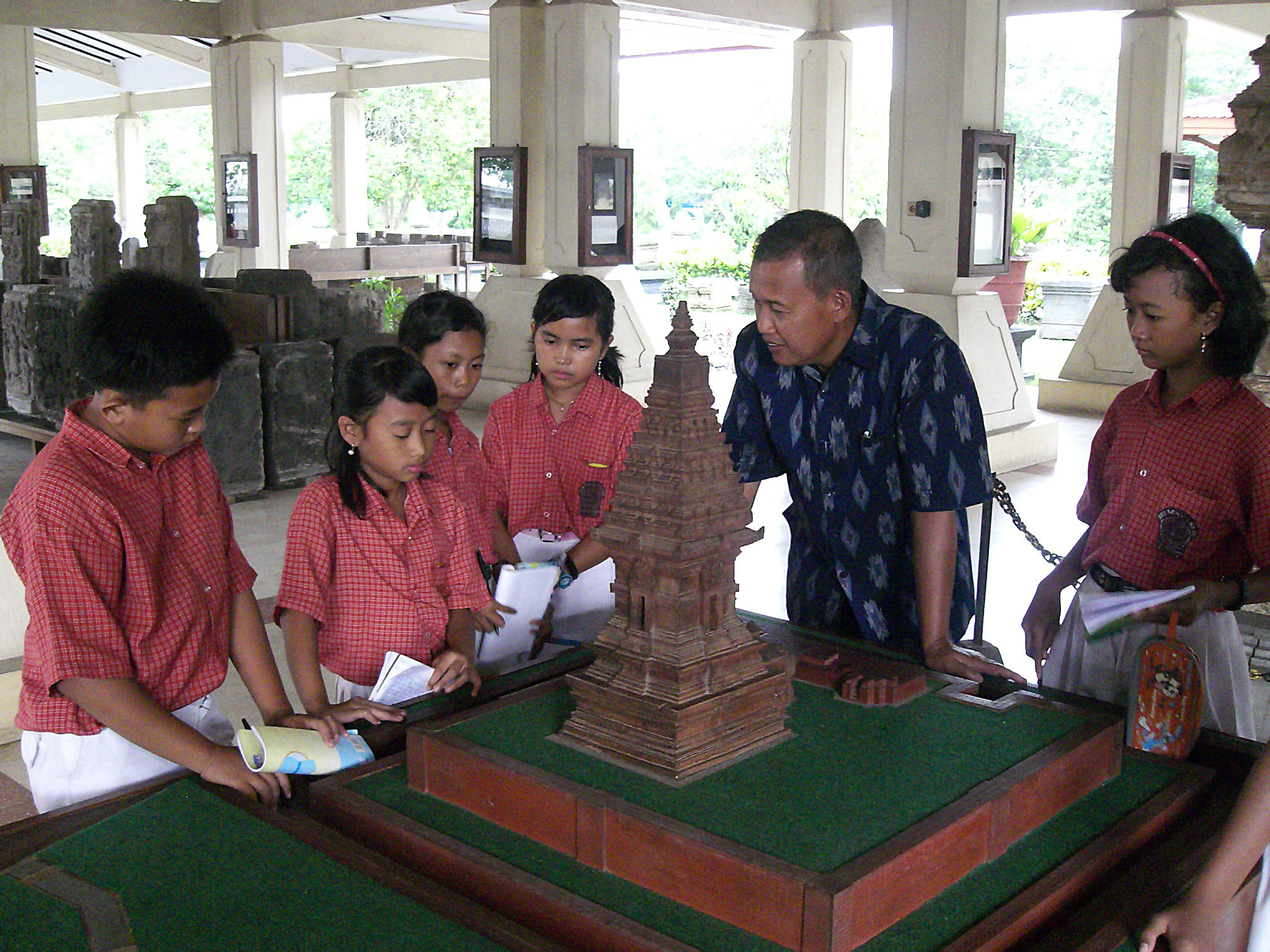
Wnętrze w Muzeum Trowulanu
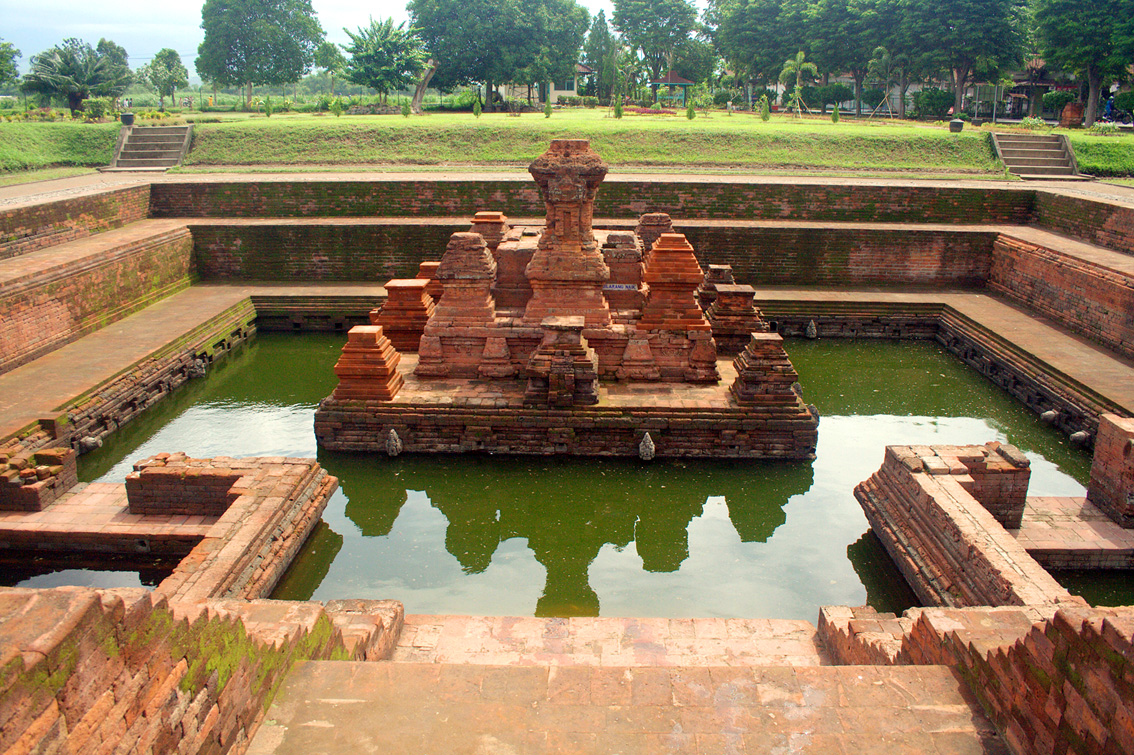
Candi Tikus
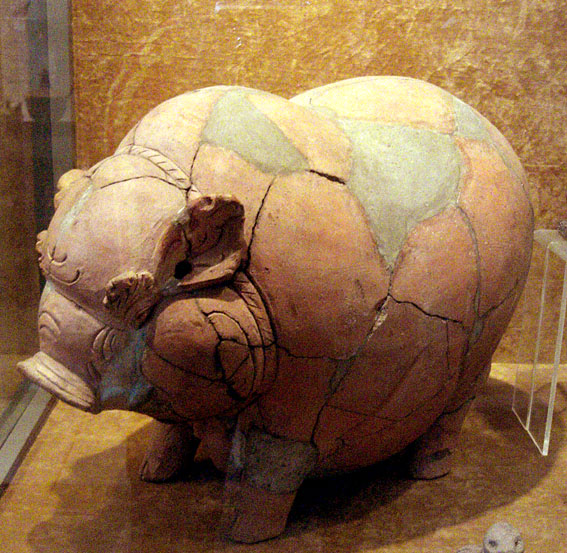
Skarbonka w kształcie świni wykonana z terakoty, odkryta w Trowulanie
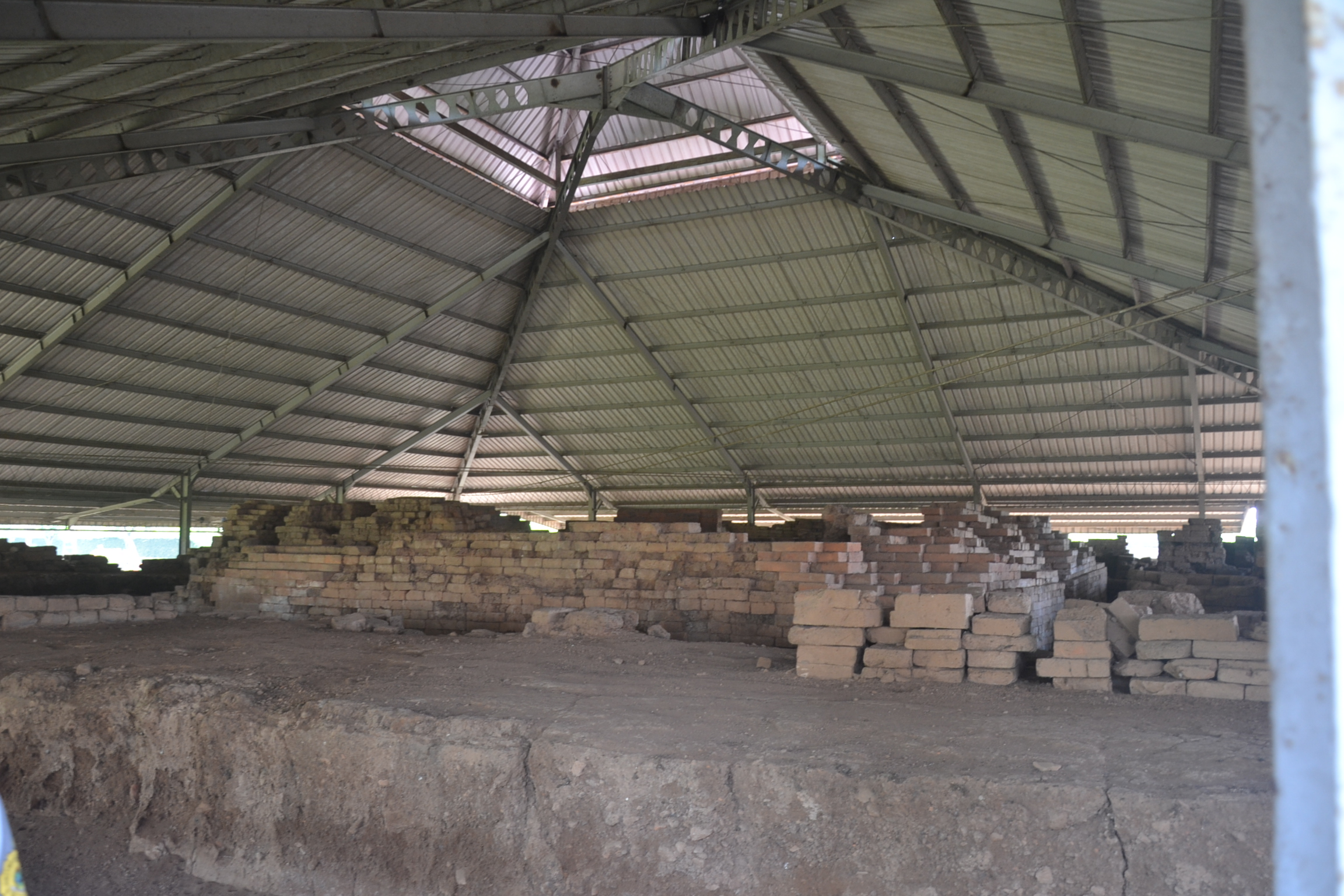
Zdjęcie z prac wykopaliskowych
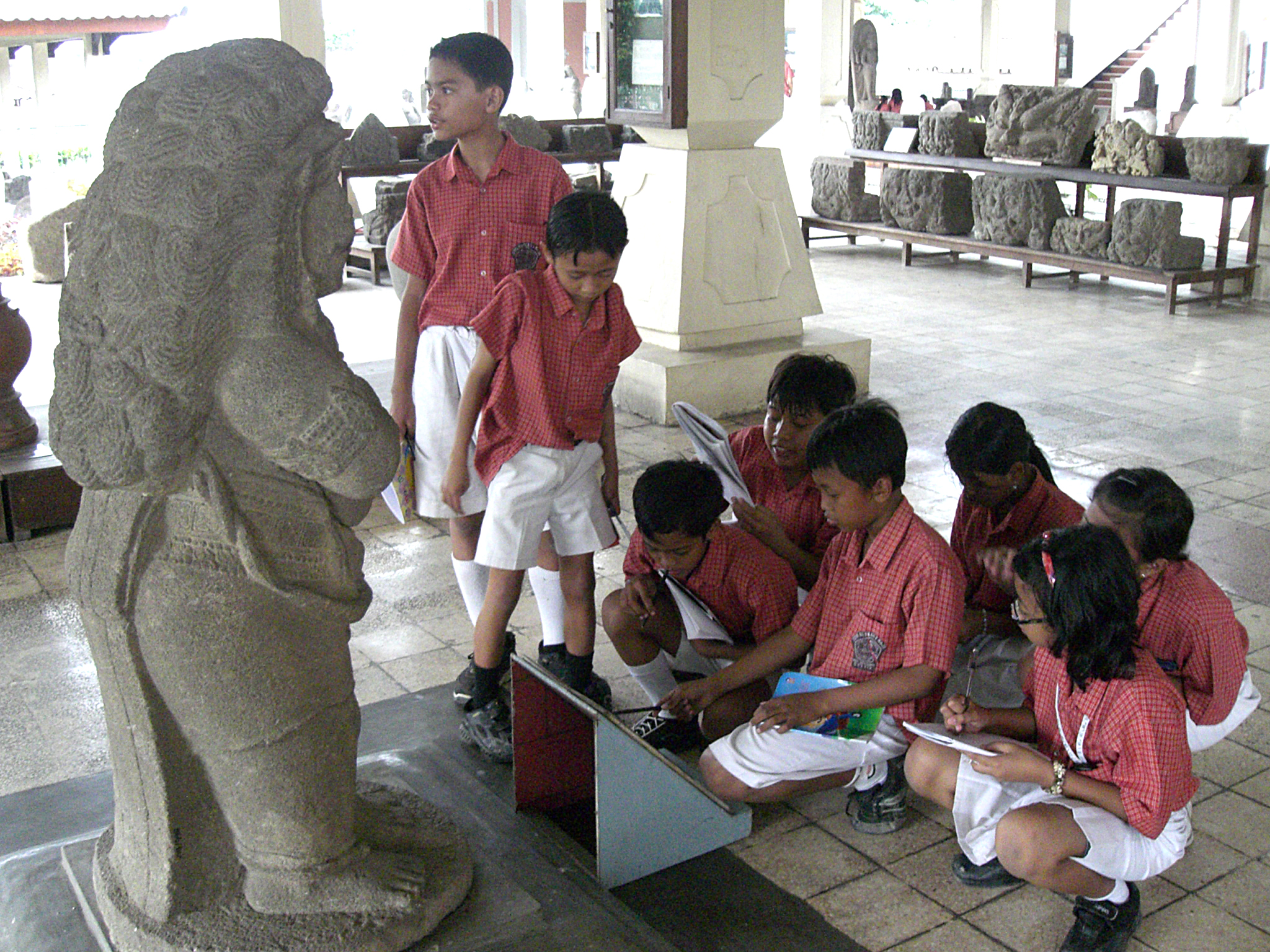
Zdjęcie z Muzeum Trouwlanu
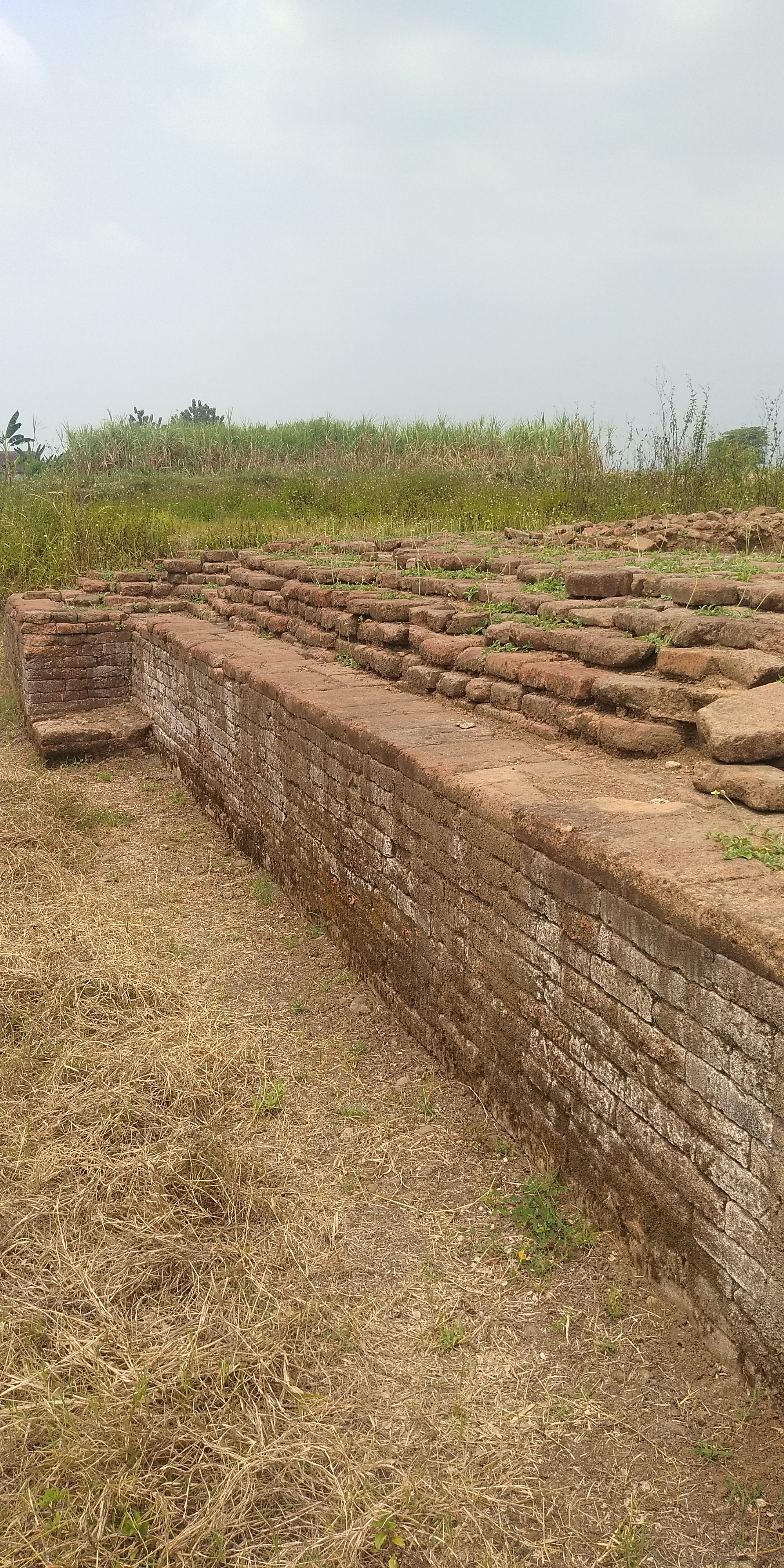
Fragment obwarowań Trowulanu
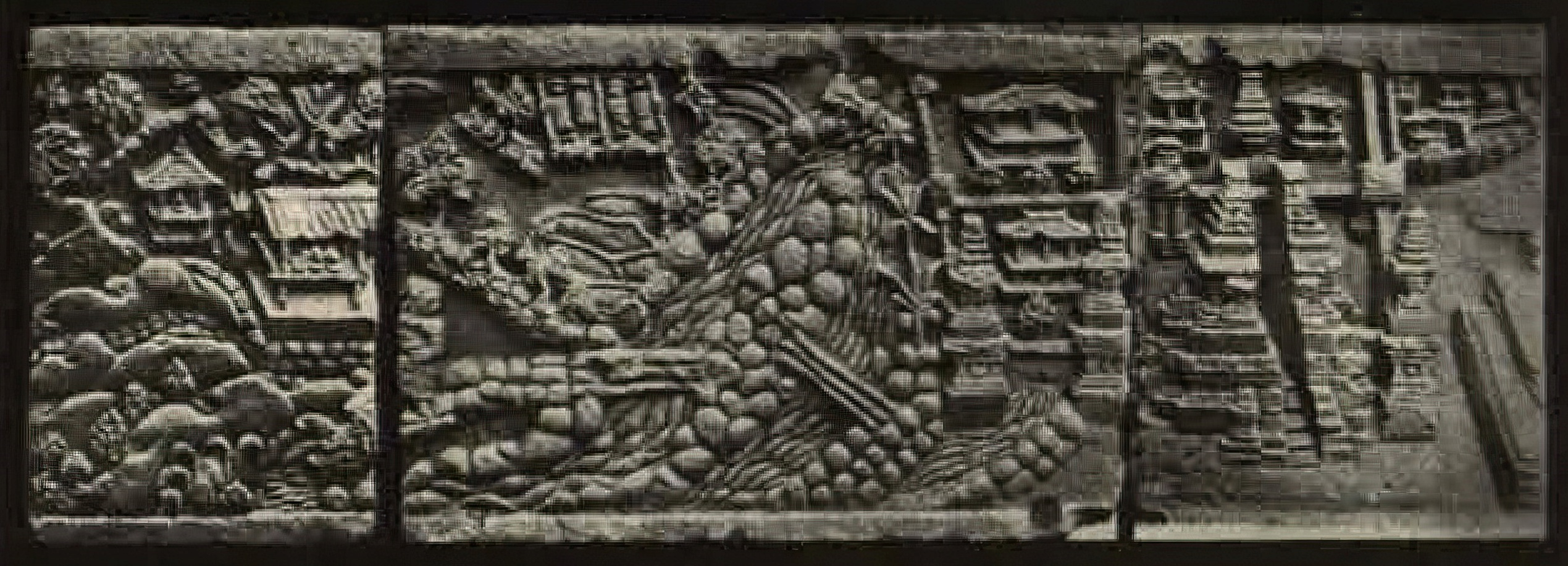
Reliefy z Trowulanu
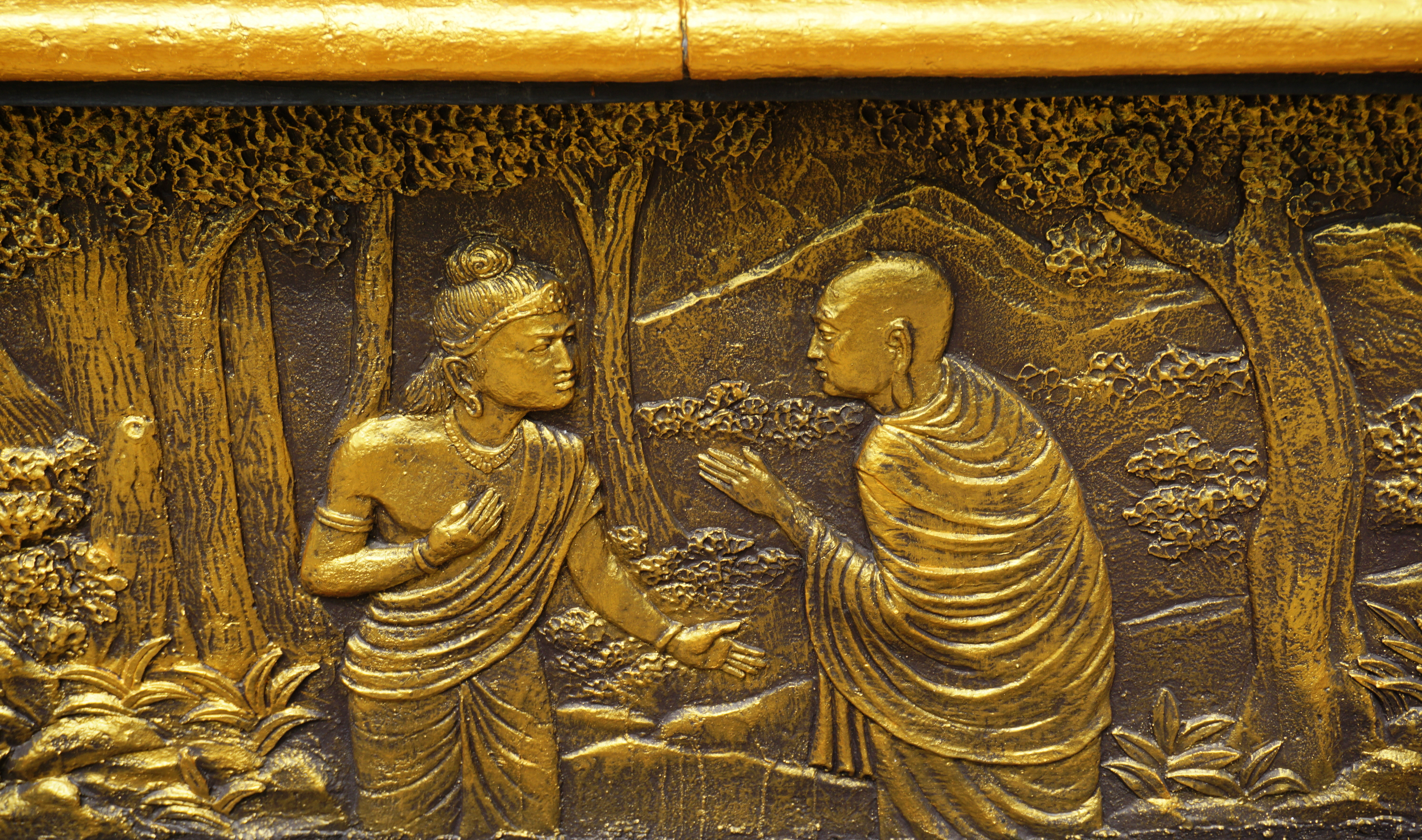
Złoty relief z Trowulanu przedstawiający króla (po lewej) i buddyjskiego mnicha (po prawej)
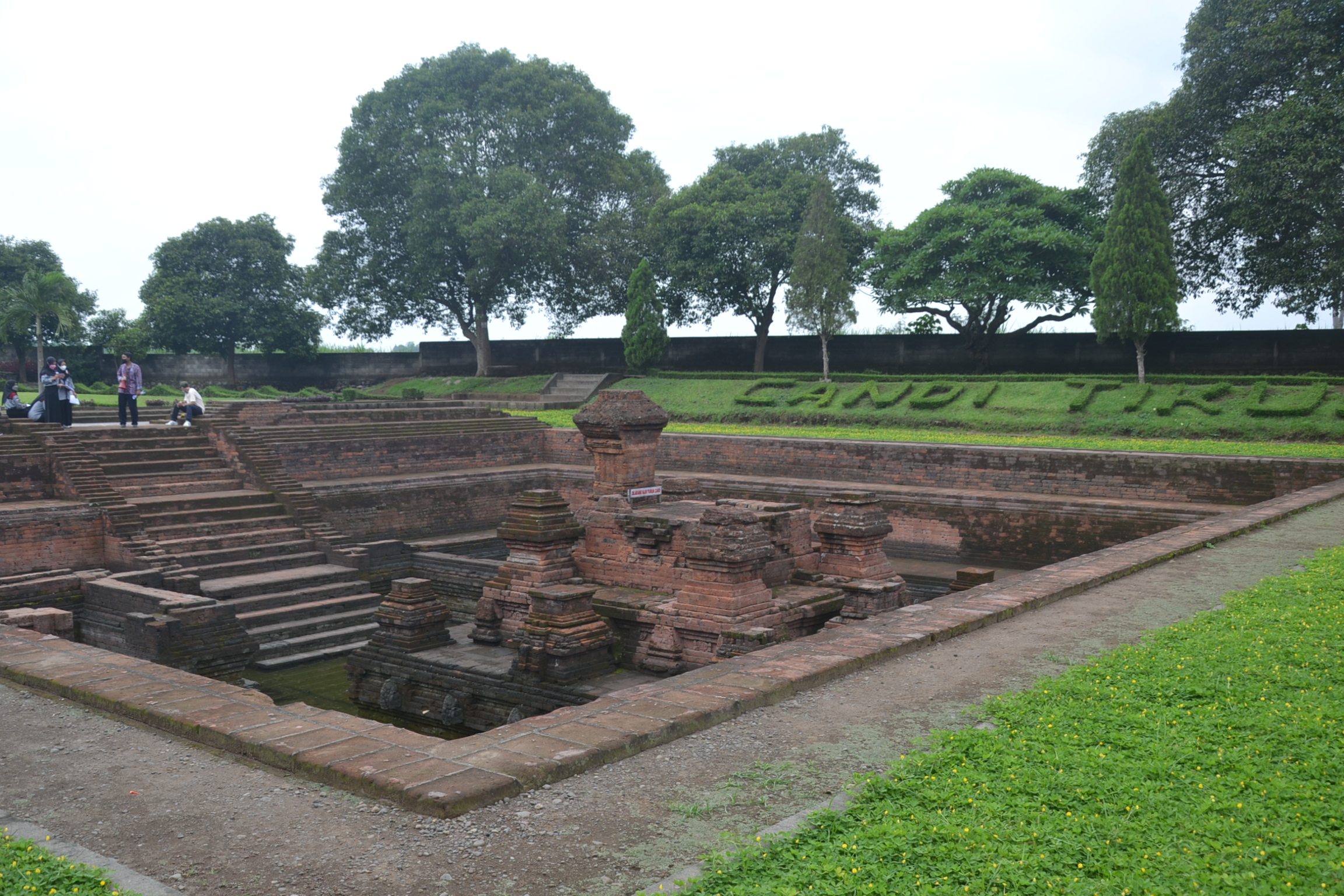
Ruiny Trowulanu
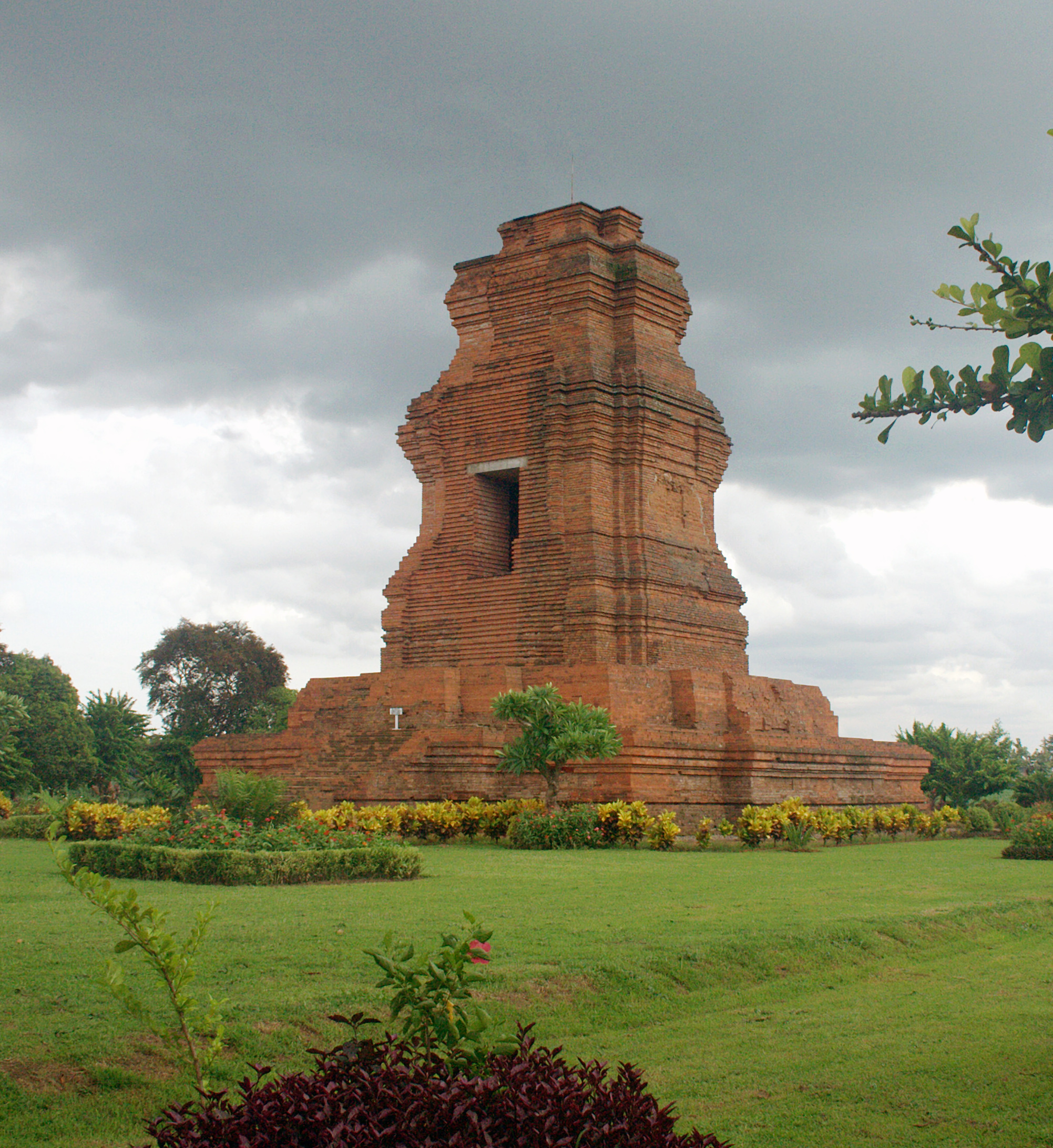
Ceglana świątynia Brahu w Trowulanie
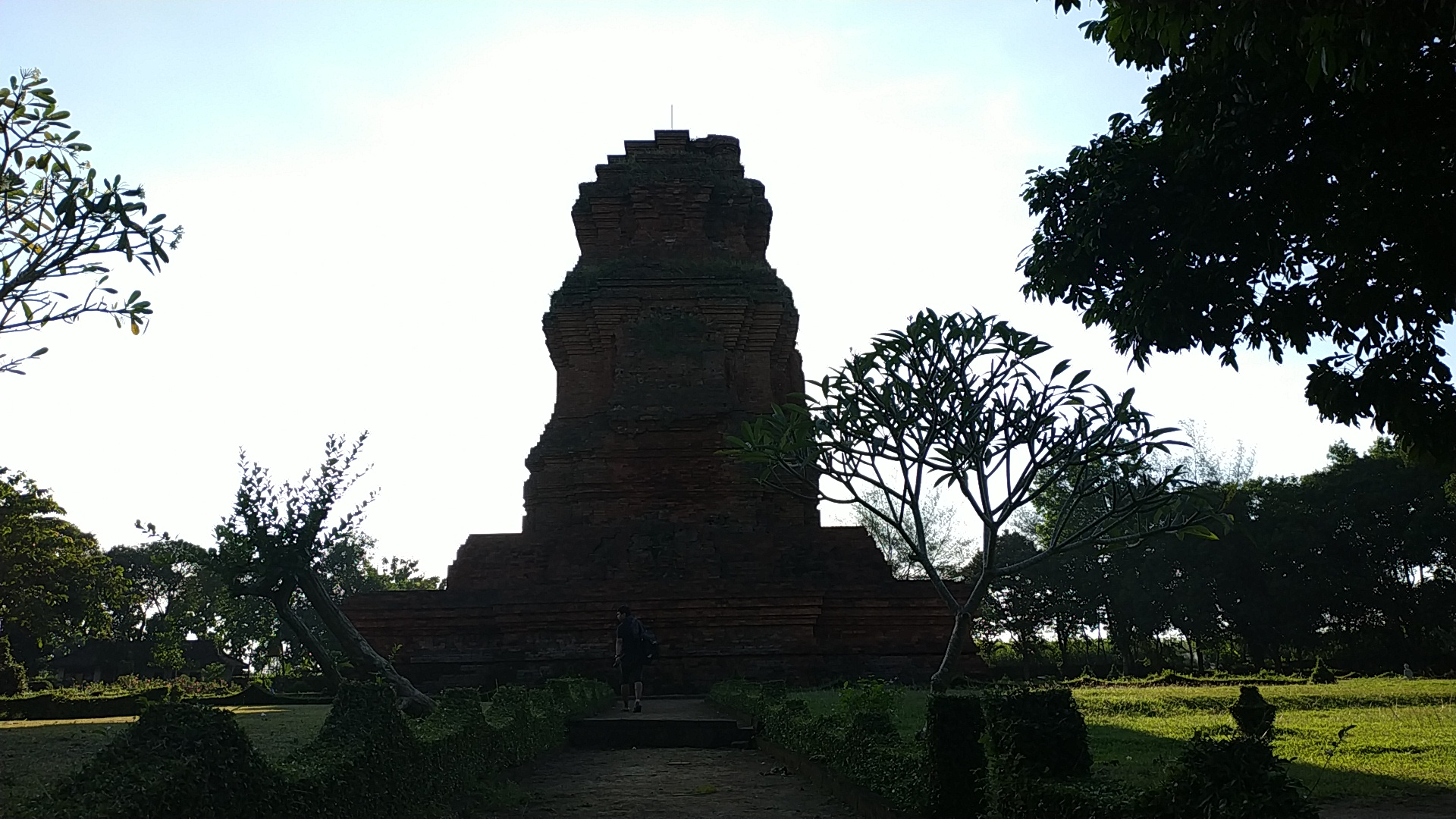
Candi Brahu
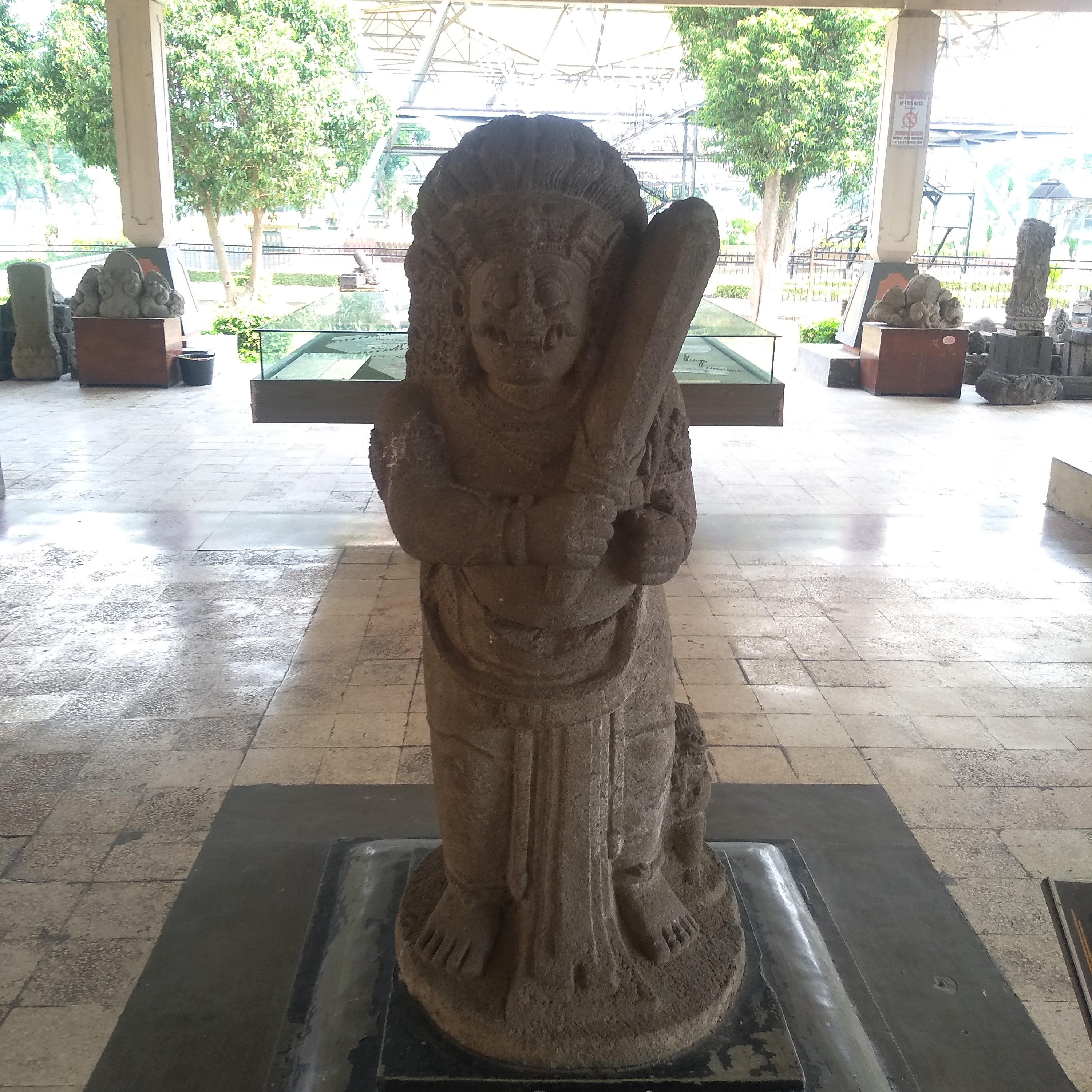
Posąg wojownika znaleziony w mieście
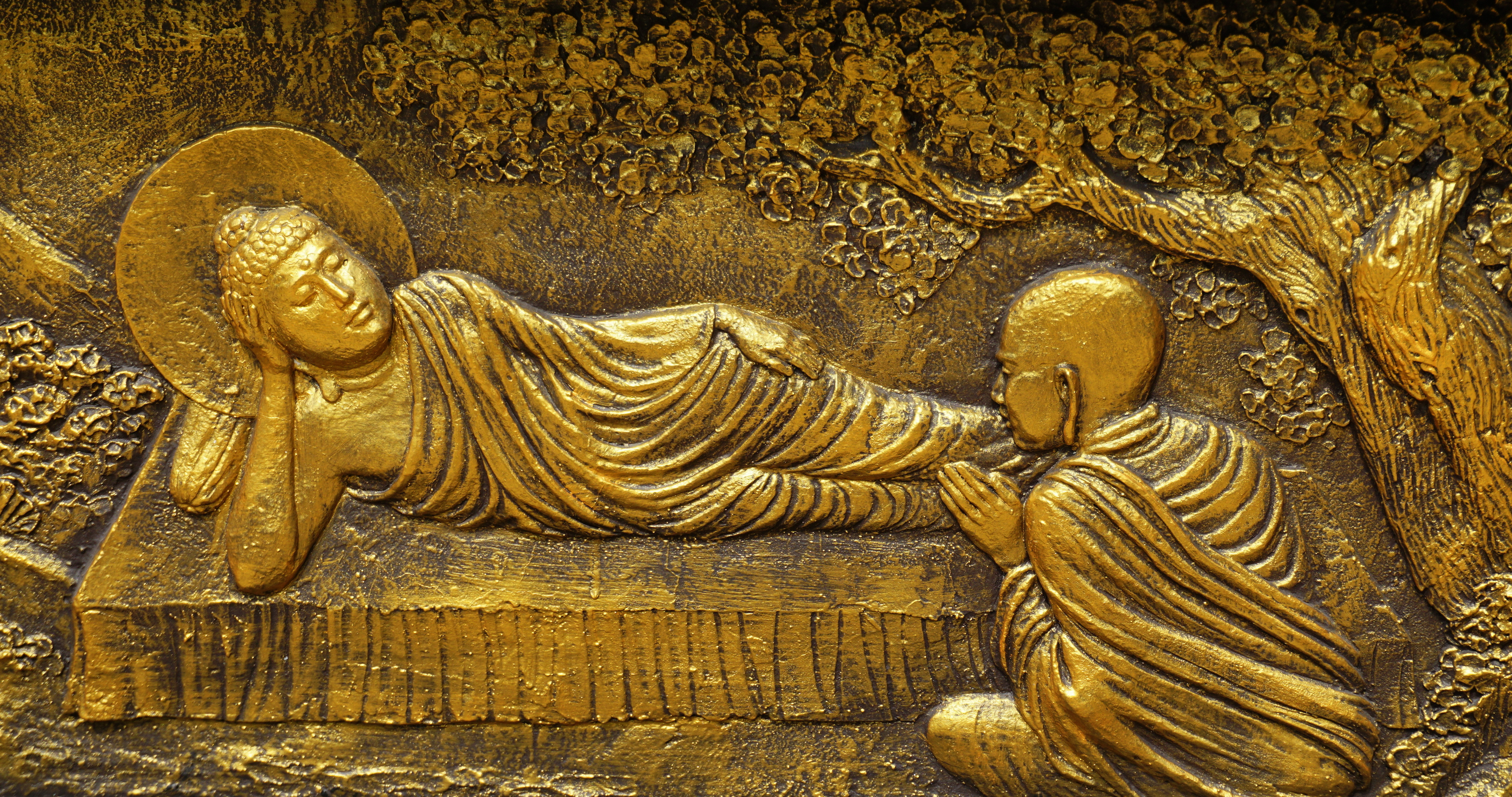
Złoty relief przedstawiający Buddę z Trowulanu
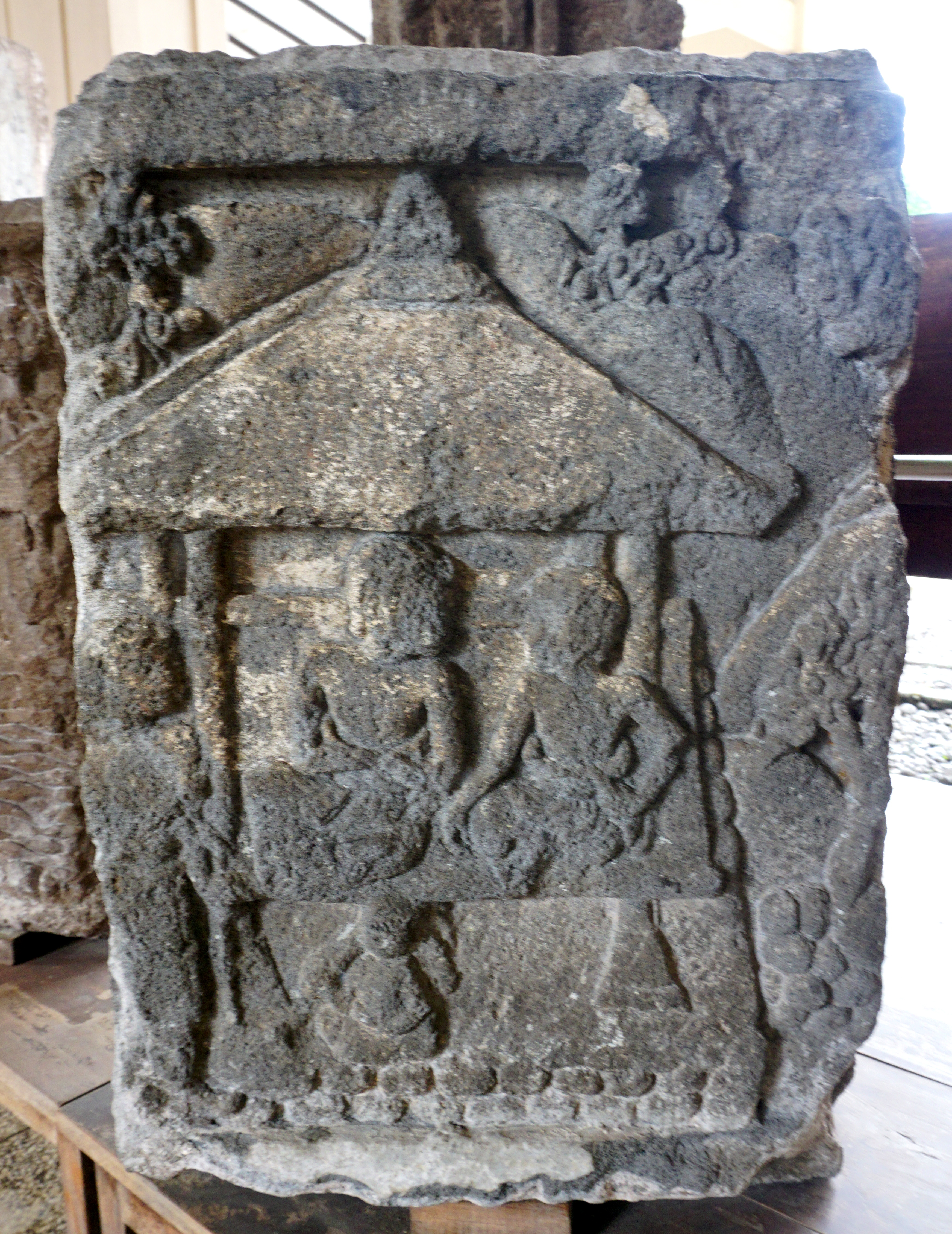
Relief z Trowulanu